# Mycodrosophila ampularia
Mycodrosophila ampularia är en tvåvingeart som beskrevs av Chen, Shao och Fan 1989. Mycodrosophila ampularia ingår i släktet Mycodrosophila och familjen daggflugor. Inga underarter finns listade i Catalogue of Life.